# Banca per l'Economia per l'Istria, Fiume e il Littorale Sloveno
La Banca per l'Economia per l'Istria, Fiume e il Littorale Sloveno (in sloveno Gospodarska Banka za Istro, Reko in Slovensko Primorje, in croato Gospodardarska za Istru, Rijeku i Slovensko Primorje) era la banca centrale creata dal governo d'occupazione della Jugoslavia nel 1945 per la Zona B della Venezia Giulia. La sede della banca era a Capodistria.
La banca non viene mai riconosciuta dagli Alleati, ma immise sul mercato la jugolira, sostituendo la ex filiale della Banca d'Italia.
Con la firma del trattato di pace del 1947, il suo ambito amministrativo si ridusse alla Zona B del Territorio Libero di Trieste, mentre altrove si passava al dinaro jugoslavo. Nel dicembre 1949 venne sciolta e le sedi della Banca per l'Economia per l'Istria, Fiume e il Littorale Sloveno divennero filiali della Banca Nazionale della Jugoslavia.